# Arrondissement de Virton
Virton är ett arrondissememnt  i Belgien.  som omfattar 10 kommuner.  Huvudort är orten och kommunen med samma namn.  Arrondissementet ligger i provinsen Luxemburg och regionen Vallonien, i den sydöstra delen av landet, 170 km sydost om huvudstaden Bryssel. Antalet invånare är 53 279. Arean är 771 kvadratkilometer. Virton gränsar till Arrondissement d'Arlon, Arrondissement de Neufchâteau, Arrondissement Sedan, Arrondissement Verdun och Arrondissement Briey. 
Terrängen i Virton är lite kuperad.
Virton delas in i:
- Chiny
- Étalle
- Florenville
- Habay
- Meix-devant-Virton
- Musson
- Rouvroy
- Saint-Léger
- Tintigny
- Virton

I omgivningarna runt Virton växer i huvudsak blandskog. Runt Virton är det ganska tätbefolkat, med 69 invånare per kvadratkilometer.